# Saeko Himuro
Saeko Himuro (氷室 冴子?, Himuro Saeko; Iwamizawa, 11 gennaio 1957 – Tokyo, 6 giugno 2008) è stata una scrittrice giapponese.
È nota per essere l'autrice del romanzo da cui è tratto il film d'animazione dello Studio Ghibli Si sente il mare.